# Vòng loại Cúp bóng đá châu Á 2027
Vòng loại Cúp bóng đá châu Á 2027 là quá trình vòng loại do Liên đoàn bóng đá châu Á (AFC) tổ chức để xác định các đội tham dự Cúp bóng đá châu Á 2027, giải đấu lần thứ 19 của giải vô địch bóng đá nam quốc tế hàng đầu châu Á. Kể từ năm 2019, vòng chung kết Asian Cup có 24 đội tranh tài, được mở rộng từ thể thức 16 đội đã được sử dụng từ năm 2004 đến năm 2015.
Quá trình vòng loại bao gồm bốn vòng, trong đó hai vòng đầu tiên cũng đồng thời là vòng loại Giải vô địch bóng đá thế giới 2026 dành cho các đội tuyển châu Á.

## Thể thức
Cấu trúc vòng loại như sau:
- Vòng 1: 20 đội tuyển (xếp hạng 27–46) được bắt cặp, thi đấu hai lượt trận trên sân nhà và sân khách. 10 đội thắng giành quyền vào vòng 2.
  - 3 đội thua vòng 1 có thành tích tốt nhất vào thẳng vòng loại thứ ba của Cúp châu Á.
  - 6 đội thua vòng 1 có thành tích kém nhất tiến vào vòng play-off của vòng loại Cúp châu Á.[note 2]
- Vòng 2: 36 đội tuyển (xếp hạng 1–26 và 10 đội thắng vòng 1) được chia thành chín bảng 4 đội, thi đấu vòng tròn hai lượt tính điểm trên sân nhà và sân khách. 
  - 9 đội nhất bảng và 9 đội nhì bảng sẽ giành quyền lọt vào vòng loại thứ ba World Cup 2026 và tự động đủ điều kiện tham dự Cúp bóng đá châu Á 2027.
  - 18 đội còn lại tiến thẳng vào vòng loại thứ ba của Cúp châu Á.
- Vòng play-off: 6 đội tuyển (các đội thua vòng 1 có thành tích kém nhất) thi đấu hai lượt trận trên sân nhà và sân khách để xác định ba suất cuối cùng tham dự vòng 3.[note 2]
- Vòng 3: 24 đội tuyển (3 đội thua có thành tích tốt nhất từ vòng 1, 18 đội xếp thứ ba và thứ tư từ vòng 2 và 3 đội thắng vòng play-off) được chia thành sáu bảng 4 đội, thi đấu vòng tròn hai lượt tính điểm trên sân nhà và sân khách. Đội nhất của mỗi bảng sẽ chiếm sáu suất còn lại tham dự Cúp bóng đá châu Á.

## Các đội tham dự
Tất cả 46 quốc gia trực thuộc FIFA đều đủ điều kiện tham dự quá trình vòng loại chung cho cả Giải vô địch bóng đá thế giới 2026 và Cúp bóng đá châu Á 2027. Đội chủ nhà của Cúp bóng đá châu Á 2027 Ả Rập Xê Út cũng tham dự vòng loại để tranh một suất vào vòng chung kết World Cup theo thể thức chung. Bảng xếp hạng thế giới FIFA của các quốc gia AFC tại thời điểm bốc thăm được sử dụng để xác định quốc gia nào sẽ phải tham dự vòng 1 và việc sắp xếp hạt giống trong lễ bốc thăm vòng 2. Đối với việc phân hạt giống trong lễ bốc thăm của vòng 3, bảng xếp hạng FIFA gần nhất trước lễ bốc thăm đó sẽ được sử dụng.
Theo quyết định của Ủy ban thi đấu AFC, Quần đảo Bắc Mariana sẽ chỉ được tham dự từ vòng play-off do không phải là thành viên của FIFA. Tuy nhiên, quốc gia này không được đưa vào danh sách bốc thăm cho vòng play-off.
Sri Lanka đã bị cấm vào tháng 1 năm 2023 do sự can thiệp bên ngoài từ chính phủ nước này, nhưng sau đó AFC và FIFA đã cho phép Sri Lanka tham gia lễ bốc thăm với điều kiện Liên đoàn bóng đá Sri Lanka phải tổ chức bầu cử trước ngày 2 tháng 10 (10 ngày trước lượt đi vòng 1), nếu không họ sẽ bị cấm tham gia thi đấu ở vòng loại này. Vào ngày 27 tháng 8, FIFA đã chính thức gỡ bỏ lệnh cấm với Liên đoàn bóng đá Sri Lanka sau khi họ chấp nhận trở lại với các hoạt động bóng đá và quyết định sẽ bầu ra một chủ tịch mới vào ngày 29 tháng 9, qua đó giúp cho đội tuyển quốc gia nước này có thể tham dự vòng loại.
Lễ bốc thăm chia cặp vòng 1 và chia bảng cho vòng 2 được tổ chức vào ngày 27 tháng 7 năm 2023 tại tòa nhà AFC ở Kuala Lumpur, Malaysia.
| Vào thẳng vòng 2 | Vào thẳng vòng 2 | Vào thẳng vòng 2 | Thi đấu ở vòng 1 | Thi đấu ở vòng 1 |
| Nhóm 1 | Nhóm 2 | Nhóm 3 | Nhóm 1 | Nhóm 2 |
| --- | --- | --- | --- | --- |
| 1. Nhật Bản (20) 2. Iran (22) 3. Úc (27) 4. Hàn Quốc (28) 5. Ả Rập Xê Út (54) 6. Qatar (59) 7. Iraq (70) 8. UAE (72) 9. Oman (73) | 1. Uzbekistan (74) 2. Trung Quốc (80) 3. Jordan (82) 4. Bahrain (86) 5. Syria (94) 6. Việt Nam (95) 7. Palestine (96) 8. Kyrgyzstan (97) 9. Ấn Độ (99) | 1. Liban (100) 2. Tajikistan (110) 3. Thái Lan (113) 4. CHDCND Triều Tiên (115) 5. Philippines (135) 6. Malaysia (136) 7. Kuwait (137) 8. Turkmenistan (138) | 1. Hồng Kông (149) 2. Indonesia (150) 3. Đài Bắc Trung Hoa (153) 4. Maldives (155) 5. Yemen (156) 6. Afghanistan (157) 7. Singapore (158) 8. Myanmar (160) 9. Nepal (175) 10. Campuchia (176) | 1. Ma Cao (182) 2. Mông Cổ (183) 3. Bhutan (185) 4. Lào (187) 5. Bangladesh (189) 6. Brunei (190) 7. Đông Timor (192) 8. Pakistan (201) 9. Guam (203) 10. Sri Lanka (207) |

## Lịch thi đấu
Lịch thi đấu được dự kiến như sau, theo Lịch thi đấu Trận đấu Quốc tế FIFA.
| Vòng   | Lượt đấu   | Các ngày             |
| ------ | ---------- | -------------------- |
| Vòng 1 | Lượt đi    | 12 tháng 10 năm 2023 |
| Vòng 1 | Lượt về    | 17 tháng 10 năm 2023 |
| Vòng 2 | Lượt đấu 1 | 16 tháng 11 năm 2023 |
| Vòng 2 | Lượt đấu 2 | 21 tháng 11 năm 2023 |
| Vòng 2 | Lượt đấu 3 | 21 tháng 3 năm 2024  |
| Vòng 2 | Lượt đấu 4 | 26 tháng 3 năm 2024  |
| Vòng 2 | Lượt đấu 5 | 6 tháng 6 năm 2024   |
| Vòng 2 | Lượt đấu 6 | 11 tháng 6 năm 2024  |

| Vòng          | Lượt đấu   | Ngày                 |
| ------------- | ---------- | -------------------- |
| Vòng play-off | Lượt đi    | 5 tháng 9 năm 2024   |
| Vòng play-off | Lượt về    | 10 tháng 9 năm 2024  |
| Vòng 3        | Lượt đấu 1 | 25 tháng 3 năm 2025  |
| Vòng 3        | Lượt đấu 2 | 10 tháng 6 năm 2025  |
| Vòng 3        | Lượt đấu 3 | 9 tháng 9 năm 2025   |
| Vòng 3        | Lượt đấu 4 | 14 tháng 10 năm 2025 |
| Vòng 3        | Lượt đấu 5 | 18 tháng 11 năm 2025 |
| Vòng 3        | Lượt đấu 6 | 31 tháng 3 năm 2026  |

## Vòng 1
| Afghanistan       | 2–0  | Mông Cổ    | 1–0 | 1–0 |
| Maldives          | 2–3  | Bangladesh | 1–1 | 1–2 |
| Singapore         | 3–1  | Guam       | 2–1 | 1–0 |
| Yemen             | 4–1  | Sri Lanka  | 3–0 | 1–1 |
| Myanmar           | 5–1  | Ma Cao     | 5–1 | 0–0 |
| Campuchia         | 0–1  | Pakistan   | 0–0 | 0–1 |
| Đài Bắc Trung Hoa | 7–0  | Đông Timor | 4–0 | 3–0 |
| Indonesia         | 12–0 | Brunei     | 6–0 | 6–0 |
| Hồng Kông         | 4–2  | Bhutan     | 4–0 | 0–2 |
| Nepal             | 2–1  | Lào        | 1–1 | 1–0 |

### Xếp hạng các đội thua vòng 1
| VT | Đội        | ST | T | H | B | BT | BB | HS  | Đ | Giành quyền tham dự                  |
| -- | ---------- | -- | - | - | - | -- | -- | --- | - | ------------------------------------ |
| 1  | Bhutan     | 2  | 1 | 0 | 1 | 2  | 4  | −2  | 3 | Vòng loại Cúp châu Á (Vòng 3)        |
| 2  | Maldives   | 2  | 0 | 1 | 1 | 2  | 3  | −1  | 1 | Vòng loại Cúp châu Á (Vòng 3)        |
| 3  | Lào        | 2  | 0 | 1 | 1 | 1  | 2  | −1  | 1 | Vòng loại Cúp châu Á (Vòng 3)        |
| 4  | Campuchia  | 2  | 0 | 1 | 1 | 0  | 1  | −1  | 1 | Vòng loại Cúp châu Á (Vòng play-off) |
| 5  | Sri Lanka  | 2  | 0 | 1 | 1 | 1  | 4  | −3  | 1 | Vòng loại Cúp châu Á (Vòng play-off) |
| 6  | Ma Cao     | 2  | 0 | 1 | 1 | 1  | 5  | −4  | 1 | Vòng loại Cúp châu Á (Vòng play-off) |
| 7  | Guam       | 2  | 0 | 0 | 2 | 1  | 3  | −2  | 0 | Không tham dự Vòng play-off          |
| 8  | Mông Cổ    | 2  | 0 | 0 | 2 | 0  | 2  | −2  | 0 | Vòng loại Cúp châu Á (Vòng play-off) |
| 9  | Đông Timor | 2  | 0 | 0 | 2 | 0  | 7  | −7  | 0 | Vòng loại Cúp châu Á (Vòng play-off) |
| 10 | Brunei     | 2  | 0 | 0 | 2 | 0  | 12 | −12 | 0 | Vòng loại Cúp châu Á (Vòng play-off) |

## Vòng 2

### Bảng A
| VT | Đội         | ST | T | H | B | BT | BB | HS  | Đ  | Giành quyền tham dự           |  | Qatar | Kuwait | Ấn Độ | Afghanistan |
| -- | ----------- | -- | - | - | - | -- | -- | --- | -- | ----------------------------- |  | ----- | ------ | ----- | ----------- |
| 1  | Qatar       | 6  | 5 | 1 | 0 | 18 | 3  | +15 | 16 | Vòng 3 và Cúp châu Á          |  | —     | 3–0    | 2–1   | 8–1         |
| 2  | Kuwait      | 6  | 2 | 1 | 3 | 6  | 6  | 0   | 7  | Vòng 3 và Cúp châu Á          |  | 1–2   | —      | 0–1   | 0–4         |
| 3  | Ấn Độ       | 6  | 1 | 2 | 3 | 3  | 7  | −4  | 5  | Vòng loại Cúp châu Á (Vòng 3) |  | 0–3   | 0–0    | —     | 1–2         |
| 4  | Afghanistan | 6  | 1 | 2 | 3 | 3  | 14 | −11 | 5  | Vòng loại Cúp châu Á (Vòng 3) |  | 0–0   | 1–0    | 0–0   | —           |

### Bảng B
| VT | Đội               | ST | T | H | B | BT | BB | HS  | Đ  | Giành quyền tham dự           |  | Nhật Bản | Cộng hòa Dân chủ Nhân dân Triều Tiên | Syria | Myanmar |
| -- | ----------------- | -- | - | - | - | -- | -- | --- | -- | ----------------------------- |  | -------- | ------------------------------------ | ----- | ------- |
| 1  | Nhật Bản          | 6  | 6 | 0 | 0 | 24 | 0  | +24 | 18 | Vòng 3 và Cúp châu Á          |  | —        | 1–0                                  | 5–0   | 5–0     |
| 2  | CHDCND Triều Tiên | 6  | 3 | 0 | 3 | 11 | 7  | +4  | 9  | Vòng 3 và Cúp châu Á          |  | 0–3      | —                                    | 1–0   | 4–1     |
| 3  | Syria             | 6  | 2 | 1 | 3 | 9  | 12 | −3  | 7  | Vòng loại Cúp châu Á (Vòng 3) |  | 0–5      | 1–0                                  | —     | 7–0     |
| 4  | Myanmar           | 6  | 0 | 1 | 5 | 3  | 28 | −25 | 1  | Vòng loại Cúp châu Á (Vòng 3) |  | 0–5      | 1–6                                  | 1–1   | —       |

1. ↑  Nhật Bản được xử thắng 3–0, sau khi Cộng hòa Dân chủ Nhân dân Triều Tiên thông báo từ chối tổ chức trận đấu do xuất hiện dịch bệnh lạ ở Nhật Bản.

### Bảng C
| VT | Đội        | ST | T | H | B | BT | BB | HS  | Đ  | Giành quyền tham dự           |  | Hàn Quốc | Trung Quốc | Thái Lan | Singapore |
| -- | ---------- | -- | - | - | - | -- | -- | --- | -- | ----------------------------- |  | -------- | ---------- | -------- | --------- |
| 1  | Hàn Quốc   | 6  | 5 | 1 | 0 | 20 | 1  | +19 | 16 | Vòng 3 và Cúp châu Á          |  | —        | 1–0        | 1–1      | 5–0       |
| 2  | Trung Quốc | 6  | 2 | 2 | 2 | 9  | 9  | 0   | 8  | Vòng 3 và Cúp châu Á          |  | 0–3      | —          | 1–1      | 4–1       |
| 3  | Thái Lan   | 6  | 2 | 2 | 2 | 9  | 9  | 0   | 8  | Vòng loại Cúp châu Á (Vòng 3) |  | 0–3      | 1–2        | —        | 3–1       |
| 4  | Singapore  | 6  | 0 | 1 | 5 | 5  | 24 | −19 | 1  | Vòng loại Cúp châu Á (Vòng 3) |  | 0–7      | 2–2        | 1–3      | —         |

1. 1 2  Điểm đối đầu: Trung Quốc 4, Thái Lan 1.

### Bảng D
| VT | Đội               | ST | T | H | B | BT | BB | HS  | Đ  | Giành quyền tham dự           |  | Oman | Kyrgyzstan | Malaysia | Đài Bắc Trung Hoa |
| -- | ----------------- | -- | - | - | - | -- | -- | --- | -- | ----------------------------- |  | ---- | ---------- | -------- | ----------------- |
| 1  | Oman              | 6  | 4 | 1 | 1 | 11 | 2  | +9  | 13 | Vòng 3 và Cúp châu Á          |  | —    | 1–1        | 2–0      | 3–0               |
| 2  | Kyrgyzstan        | 6  | 3 | 2 | 1 | 13 | 7  | +6  | 11 | Vòng 3 và Cúp châu Á          |  | 1–0  | —          | 1–1      | 5–1               |
| 3  | Malaysia          | 6  | 3 | 1 | 2 | 9  | 9  | 0   | 10 | Vòng loại Cúp châu Á (Vòng 3) |  | 0–2  | 4–3        | —        | 3–1               |
| 4  | Đài Bắc Trung Hoa | 6  | 0 | 0 | 6 | 2  | 17 | −15 | 0  | Vòng loại Cúp châu Á (Vòng 3) |  | 0–3  | 0–2        | 0–1      | —                 |

### Bảng E
| VT | Đội          | ST | T | H | B | BT | BB | HS  | Đ  | Giành quyền tham dự           |  | Iran | Uzbekistan | Turkmenistan | Hồng Kông |
| -- | ------------ | -- | - | - | - | -- | -- | --- | -- | ----------------------------- |  | ---- | ---------- | ------------ | --------- |
| 1  | Iran         | 6  | 4 | 2 | 0 | 16 | 4  | +12 | 14 | Vòng 3 và Cúp châu Á          |  | —    | 0–0        | 5–0          | 4–0       |
| 2  | Uzbekistan   | 6  | 4 | 2 | 0 | 13 | 4  | +9  | 14 | Vòng 3 và Cúp châu Á          |  | 2–2  | —          | 3–1          | 3–0       |
| 3  | Turkmenistan | 6  | 0 | 2 | 4 | 4  | 14 | −10 | 2  | Vòng loại Cúp châu Á (Vòng 3) |  | 0–1  | 1–3        | —            | 0–0       |
| 4  | Hồng Kông    | 6  | 0 | 2 | 4 | 4  | 15 | −11 | 2  | Vòng loại Cúp châu Á (Vòng 3) |  | 2–4  | 0–2        | 2–2          | —         |

### Bảng F
| VT | Đội         | ST | T | H | B | BT | BB | HS  | Đ  | Giành quyền tham dự           |  | Iraq | Indonesia | Việt Nam | Philippines |
| -- | ----------- | -- | - | - | - | -- | -- | --- | -- | ----------------------------- |  | ---- | --------- | -------- | ----------- |
| 1  | Iraq        | 6  | 6 | 0 | 0 | 17 | 2  | +15 | 18 | Vòng 3 và Cúp châu Á          |  | —    | 5–1       | 3–1      | 1–0         |
| 2  | Indonesia   | 6  | 3 | 1 | 2 | 8  | 8  | 0   | 10 | Vòng 3 và Cúp châu Á          |  | 0–2  | —         | 1–0      | 2–0         |
| 3  | Việt Nam    | 6  | 2 | 0 | 4 | 6  | 10 | −4  | 6  | Vòng loại Cúp châu Á (Vòng 3) |  | 0–1  | 0–3       | —        | 3–2         |
| 4  | Philippines | 6  | 0 | 1 | 5 | 3  | 14 | −11 | 1  | Vòng loại Cúp châu Á (Vòng 3) |  | 0–5  | 1–1       | 0–2      | —           |

### Bảng G
| VT | Đội         | ST | T | H | B | BT | BB | HS  | Đ  | Giành quyền tham dự           |  | Jordan | Ả Rập Xê Út | Tajikistan | Pakistan |
| -- | ----------- | -- | - | - | - | -- | -- | --- | -- | ----------------------------- |  | ------ | ----------- | ---------- | -------- |
| 1  | Jordan      | 6  | 4 | 1 | 1 | 16 | 4  | +12 | 13 | Vòng 3 và Cúp châu Á          |  | —      | 0–2         | 3–0        | 7–0      |
| 2  | Ả Rập Xê Út | 6  | 4 | 1 | 1 | 12 | 3  | +9  | 13 | Vòng 3                        |  | 1–2    | —           | 1–0        | 4–0      |
| 3  | Tajikistan  | 6  | 2 | 2 | 2 | 11 | 7  | +4  | 8  | Vòng loại Cúp châu Á (Vòng 3) |  | 1–1    | 1–1         | —          | 3–0      |
| 4  | Pakistan    | 6  | 0 | 0 | 6 | 1  | 26 | −25 | 0  | Vòng loại Cúp châu Á (Vòng 3) |  | 0–3    | 0–3         | 1–6        | —        |

1. ↑  Ả Rập Xê Út được đặc cách tham dự Cúp bóng đá châu Á với tư cách là quốc gia chủ nhà.

### Bảng H
| VT | Đội     | ST | T | H | B | BT | BB | HS  | Đ  | Giành quyền tham dự           |  | Các Tiểu vương quốc Ả Rập Thống nhất | Bahrain | Yemen | Nepal |
| -- | ------- | -- | - | - | - | -- | -- | --- | -- | ----------------------------- |  | ------------------------------------ | ------- | ----- | ----- |
| 1  | UAE     | 6  | 5 | 1 | 0 | 16 | 2  | +14 | 16 | Vòng 3 và Cúp châu Á          |  | —                                    | 1–1     | 2–1   | 4–0   |
| 2  | Bahrain | 6  | 3 | 2 | 1 | 11 | 3  | +8  | 11 | Vòng 3 và Cúp châu Á          |  | 0–2                                  | —       | 0–0   | 3–0   |
| 3  | Yemen   | 6  | 1 | 2 | 3 | 5  | 9  | −4  | 5  | Vòng loại Cúp châu Á (Vòng 3) |  | 0–3                                  | 0–2     | —     | 2–2   |
| 4  | Nepal   | 6  | 0 | 1 | 5 | 2  | 20 | −18 | 1  | Vòng loại Cúp châu Á (Vòng 3) |  | 0–4                                  | 0–5     | 0–2   | —     |

### Bảng I
| VT | Đội        | ST | T | H | B | BT | BB | HS  | Đ  | Giành quyền tham dự           |  | Úc  | Nhà nước Palestine | Liban | Bangladesh |
| -- | ---------- | -- | - | - | - | -- | -- | --- | -- | ----------------------------- |  | --- | ------------------ | ----- | ---------- |
| 1  | Úc         | 6  | 6 | 0 | 0 | 22 | 0  | +22 | 18 | Vòng 3 và Cúp châu Á          |  | —   | 5–0                | 2–0   | 7–0        |
| 2  | Palestine  | 6  | 2 | 2 | 2 | 6  | 6  | 0   | 8  | Vòng 3 và Cúp châu Á          |  | 0–1 | —                  | 0–0   | 5–0        |
| 3  | Liban      | 6  | 1 | 3 | 2 | 5  | 8  | −3  | 6  | Vòng loại Cúp châu Á (Vòng 3) |  | 0–5 | 0–0                | —     | 4–0        |
| 4  | Bangladesh | 6  | 0 | 1 | 5 | 1  | 20 | −19 | 1  | Vòng loại Cúp châu Á (Vòng 3) |  | 0–2 | 0–1                | 1–1   | —          |

## Vòng play-off
| Đội 1      | TTS         | Đội 2     | Lượt đi | Lượt về      |
| ---------- | ----------- | --------- | ------- | ------------ |
| Sri Lanka  | 2–2 (4–2 p) | Campuchia | 0–0     | 2–2 (s.h.p.) |
| Đông Timor | 4–3         | Mông Cổ   | 4–1     | 0–2          |
| Brunei     | 4–0         | Ma Cao    | 3–0     | 1–0          |

## Vòng 3

### Bảng A
| VT | Đội         | ST | T | H | B | BT | BB | HS | Đ | Giành quyền tham dự |          | Philippines | Tajikistan  | Đông Timor | Maldives |
| -- | ----------- | -- | - | - | - | -- | -- | -- | - | ------------------- | -------- | ----------- | ----------- | ---------- | -------- |
| 1  | Philippines | 1  | 1 | 0 | 0 | 4  | 1  | +3 | 3 | Cúp bóng đá châu Á  |          | —           | 10 thg6     | 14 thg10   | 4–1      |
| 2  | Tajikistan  | 1  | 1 | 0 | 0 | 1  | 0  | +1 | 3 |                     |          | 31 thg3 '26 | —           | 1–0        | 9 thg10  |
| 3  | Đông Timor  | 1  | 0 | 0 | 1 | 0  | 1  | −1 | 0 |                     | 9 thg10  | 18 thg11    | —           | 10 thg6    |          |
| 4  | Maldives    | 1  | 0 | 0 | 1 | 1  | 4  | −3 | 0 |                     | 18 thg11 | 14 thg10    | 31 thg3 '26 | —          |          |

### Bảng B
| VT | Đội    | ST | T | H | B | BT | BB | HS | Đ | Giành quyền tham dự |          | Liban    | Bhutan  | Yemen       | Brunei      |
| -- | ------ | -- | - | - | - | -- | -- | -- | - | ------------------- | -------- | -------- | ------- | ----------- | ----------- |
| 1  | Liban  | 1  | 1 | 0 | 0 | 5  | 0  | +5 | 3 | Cúp bóng đá châu Á  |          | —        | 9 thg10 | 31 thg3 '26 | 5–0         |
| 2  | Bhutan | 1  | 0 | 1 | 0 | 0  | 0  | 0  | 1 |                     |          | 14 thg10 | —       | 0–0         | 31 thg3 '26 |
| 3  | Yemen  | 1  | 0 | 1 | 0 | 0  | 0  | 0  | 1 |                     | 10 thg6  | 18 thg11 | —       | 14 thg10    |             |
| 4  | Brunei | 1  | 0 | 0 | 1 | 0  | 5  | −5 | 0 |                     | 18 thg11 | 10 thg6  | 9 thg10 | —           |             |

### Bảng C
| VT | Đội        | ST | T | H | B | BT | BB | HS | Đ | Giành quyền tham dự |             | Bangladesh  | Hồng Kông | Ấn Độ    | Singapore |
| -- | ---------- | -- | - | - | - | -- | -- | -- | - | ------------------- | ----------- | ----------- | --------- | -------- | --------- |
| 1  | Bangladesh | 1  | 0 | 1 | 0 | 0  | 0  | 0  | 1 | Cúp bóng đá châu Á  |             | —           | 9 thg10   | 18 thg11 | 10 thg6   |
| 2  | Hồng Kông  | 1  | 0 | 1 | 0 | 0  | 0  | 0  | 1 |                     |             | 14 thg10    | —         | 10 thg6  | 18 thg11  |
| 3  | Ấn Độ      | 1  | 0 | 1 | 0 | 0  | 0  | 0  | 1 |                     | 0–0         | 31 thg3 '26 | —         | 9 thg10  |           |
| 4  | Singapore  | 1  | 0 | 1 | 0 | 0  | 0  | 0  | 1 |                     | 31 thg3 '26 | 0–0         | 14 thg10  | —        |           |

### Bảng D
| VT | Đội               | ST | T | H | B | BT | BB | HS | Đ | Giành quyền tham dự |         | Turkmenistan | Thái Lan | Đài Bắc Trung Hoa | Sri Lanka |
| -- | ----------------- | -- | - | - | - | -- | -- | -- | - | ------------------- | ------- | ------------ | -------- | ----------------- | --------- |
| 1  | Turkmenistan      | 1  | 1 | 0 | 0 | 2  | 1  | +1 | 3 | Cúp bóng đá châu Á  |         | —            | 10 thg6  | 18 thg11          | 14 thg10  |
| 2  | Thái Lan          | 1  | 1 | 0 | 0 | 1  | 0  | +1 | 3 |                     |         | 31 thg3 '26  | —        | 9 thg10           | 1–0       |
| 3  | Đài Bắc Trung Hoa | 1  | 0 | 0 | 1 | 1  | 2  | −1 | 0 |                     | 1–2     | 14 thg10     | —        | 31 thg3 '26       |           |
| 4  | Sri Lanka         | 1  | 0 | 0 | 1 | 0  | 1  | −1 | 0 |                     | 9 thg10 | 18 thg11     | 10 thg6  | —                 |           |

### Bảng E
| VT | Đội         | ST | T | H | B | BT | BB | HS | Đ | Giành quyền tham dự |          | Syria    | Myanmar | Afghanistan | Pakistan    |
| -- | ----------- | -- | - | - | - | -- | -- | -- | - | ------------------- | -------- | -------- | ------- | ----------- | ----------- |
| 1  | Syria       | 1  | 1 | 0 | 0 | 2  | 0  | +2 | 3 | Cúp bóng đá châu Á  |          | —        | 9 thg10 | 31 thg3 '26 | 2–0         |
| 2  | Myanmar     | 1  | 1 | 0 | 0 | 2  | 1  | +1 | 3 |                     |          | 14 thg10 | —       | 2–1         | 31 thg3 '26 |
| 3  | Afghanistan | 1  | 0 | 0 | 1 | 1  | 2  | −1 | 0 |                     | 10 thg6  | 18 thg11 | —       | 14 thg10    |             |
| 4  | Pakistan    | 1  | 0 | 0 | 1 | 0  | 2  | −2 | 0 |                     | 18 thg11 | 10 thg6  | 9 thg10 | —           |             |

### Bảng F
| VT | Đội      | ST | T | H | B | BT | BB | HS | Đ | Giành quyền tham dự |          | Việt Nam | Malaysia    | Nepal       | Lào      |
| -- | -------- | -- | - | - | - | -- | -- | -- | - | ------------------- | -------- | -------- | ----------- | ----------- | -------- |
| 1  | Việt Nam | 1  | 1 | 0 | 0 | 5  | 0  | +5 | 3 | Cúp bóng đá châu Á  |          | —        | 31 thg3 '26 | 9 thg10     | 5–0      |
| 2  | Malaysia | 1  | 1 | 0 | 0 | 2  | 0  | +2 | 3 |                     |          | 10 thg6  | —           | 2–0         | 14 thg10 |
| 3  | Nepal    | 1  | 0 | 0 | 1 | 0  | 2  | −2 | 0 |                     | 14 thg10 | 18 thg11 | —           | 31 thg3 '26 |          |
| 4  | Lào      | 1  | 0 | 0 | 1 | 0  | 5  | −5 | 0 |                     | 18 thg11 | 9 thg10  | 10 thg6     | —           |          |

## Các đội tuyển vượt qua vòng loại
Dưới đây là các đội tuyển đã vượt qua vòng loại để tham dự Cúp bóng đá châu Á 2027, bao gồm đội chủ nhà.
| Đội tuyển         | Tư cách vượt qua vòng loại | Ngày vượt qua vòng loại | Tham dự vòng chung kết | Tham dự gần nhất | Thành tích tốt nhất              |
| ----------------- | -------------------------- | ----------------------- | ---------------------- | ---------------- | -------------------------------- |
| Ả Rập Xê Út       | Chủ nhà                    | 1 tháng 2 năm 2023      | 12                     | 2023             | Vô địch (1984, 1988, 1996)       |
| Qatar             | Nhất bảng A (vòng 2)       | 26 tháng 3 năm 2024     | 12                     | 2023             | Vô địch (2019, 2023)             |
| Iran              | Nhất bảng E (vòng 2)       | 26 tháng 3 năm 2024     | 16                     | 2023             | Vô địch (1968, 1972, 1976)       |
| Iraq              | Nhất bảng F (vòng 2)       | 26 tháng 3 năm 2024     | 11                     | 2023             | Vô địch (2007)                   |
| UAE               | Nhất bảng H (vòng 2)       | 26 tháng 3 năm 2024     | 12                     | 2023             | Á quân (1996)                    |
| Úc                | Nhất bảng I (vòng 2)       | 26 tháng 3 năm 2024     | 6                      | 2023             | Vô địch (2015)                   |
| Uzbekistan        | Nhì bảng E (vòng 2)        | 26 tháng 3 năm 2024     | 9                      | 2023             | Hạng tư (2011)                   |
| Nhật Bản          | Nhất bảng B (vòng 2)       | 2 tháng 4 năm 2024      | 11                     | 2023             | Vô địch (1992, 2000, 2004, 2011) |
| Hàn Quốc          | Nhất bảng C (vòng 2)       | 6 tháng 6 năm 2024      | 16                     | 2023             | Vô địch (1956, 1960)             |
| Oman              | Nhất bảng D (vòng 2)       | 6 tháng 6 năm 2024      | 6                      | 2023             | Vòng 16 đội (2019)               |
| Jordan            | Nhất bảng G (vòng 2)       | 6 tháng 6 năm 2024      | 6                      | 2023             | Á quân (2023)                    |
| Bahrain           | Nhì bảng H (vòng 2)        | 6 tháng 6 năm 2024      | 8                      | 2023             | Hạng tư (2004)                   |
| Palestine         | Nhì bảng I (vòng 2)        | 6 tháng 6 năm 2024      | 4                      | 2023             | Vòng 16 đội (2023)               |
| Kuwait            | Nhì bảng A (vòng 2)        | 11 tháng 6 năm 2024     | 11                     | 2015             | Vô địch (1980)                   |
| CHDCND Triều Tiên | Nhì bảng B (vòng 2)        | 11 tháng 6 năm 2024     | 6                      | 2019             | Hạng tư (1980)                   |
| Trung Quốc        | Nhì bảng C (vòng 2)        | 11 tháng 6 năm 2024     | 14                     | 2023             | Á quân (1984, 2004)              |
| Kyrgyzstan        | Nhì bảng D (vòng 2)        | 11 tháng 6 năm 2024     | 3                      | 2023             | Vòng 16 đội (2019)               |
| Indonesia         | Nhì bảng F (vòng 2)        | 11 tháng 6 năm 2024     | 6                      | 2023             | Vòng 16 đội (2023)               |
| TBD               | Nhất bảng A (vòng 3)       |                         |                        |                  |                                  |
| TBD               | Nhất bảng B (vòng 3)       |                         |                        |                  |                                  |
| TBD               | Nhất bảng C (vòng 3)       |                         |                        |                  |                                  |
| TBD               | Nhất bảng D (vòng 3)       |                         |                        |                  |                                  |
| TBD               | Nhất bảng E (vòng 3)       |                         |                        |                  |                                  |
| TBD               | Nhất bảng F (vòng 3)       |                         |                        |                  |                                  |

## Cầu thủ ghi nhiều bàn thắng nhất
Đang có 424 bàn thắng ghi được trong 145 trận đấu, trung bình 2.92 bàn thắng mỗi trận đấu (tính đến ngày 25 tháng 3 năm 2025). Các cầu thủ được thể hiện bằng chữ đậm vẫn đang thi đấu ở giải.
7 bàn
- Son Heung-min
- Almoez Ali

6 bàn
- Ueda Ayase

5 bàn
- Mehdi Taremi
- Musa Al-Taamari
- Vũ Lỗi

4 bàn
- Jong Il-gwan
- Lee Kang-in
- Ramadhan Sananta
- Sardar Azmoun
- Aymen Hussein
- Ali Olwan
- Suphanat Mueanta
- Kusini Yengi
- Saleh Al-Shehri

3 bàn
- Ri Jo-guk
- Sultan Adil
- Fábio Lima
- Ali Mabkhout
- Dimas Drajad
- Rizky Ridho
- Yazan Al-Naimat
- Joel Kojo
- Hassan Maatouk
- Dōan Ritsu
- Abdulrahman Al-Mushaifri
- Oday Dabbagh
- Omar Khribin
- Yu Yao-hsing
- Eldor Shomurodov
- Oston Urunov
- Jamie Maclaren
- João Pedro
- Firas Al-Buraikan

Đối với danh sách cầu thủ ghi bàn đầy đủ cho mỗi vòng, xem mục tương ứng trong mỗi bài viết:
- Vòng 1
- Vòng 2
- Vòng play-off
- Vòng 3